# Anisacanthus tetracaulis
Anisacanthus tetracaulis är en akantusväxtart som beskrevs av Emery Clarence Leonard. Anisacanthus tetracaulis ingår i släktet Anisacanthus och familjen akantusväxter. Inga underarter finns listade i Catalogue of Life.